# Хендерсон, Томас Джеймс
Томас Джеймс Алан Хендерсон (англ. Thomas James Alan Henderson; 28 декабря 1798, Данди, — 23 ноября 1844, Эдинбург) — британский астроном, первый Королевский астроном Шотландии.

## Биография
Окончил в Данди высшую школу, занимался юриспруденцией и рисованием карикатур. Однако его основным хобби были астрономия и математика, а изобретённый им новый метод измерения долготы привлек внимание известного астронома Т. Юнга. Юнг в своем посмертном письме Адмиралтейству рекомендовал Хендерсона на своё место. Адмиралтейство назначило Хендерсона на менее почётную должность — астрономом в обсерваторию на Мыс Доброй Надежды в Южной Африке, где он проработал с апреля 1832 по май 1833 года, выполнив большое количество наблюдений звёзд.
Отметил, что Альфа Центавра имеет значительное собственное движение, и сделал вывод, что она может быть одной из ближайших к Солнцу звёзд.
Одним из ключевых вопросов в астрономии 1830-х было измерение расстояний до звёзд, и Хендерсон стал одним из первых, кто измерил годичный параллакс звезды. Благодаря этим измерениям он оценил расстояние до Альфа Центавра в 3,25 световых лет, что на 33,7 % меньше истинного значения.
Из-за сомнений в точности результатов своих измерений Хендерсон не публиковал их до 1839 года, поэтому приоритет в измерении межзвездных расстояний был отдан Ф. В. Бесселю, который в 1838 году опубликовал данные своих измерений расстояния до звезды 61 Лебедя.
В 1834 году по рекомендации премьер-министра Великобритании лорда Мельбурна Хендерсон стал первым, занявшим только что учреждённую должность Королевского астронома Шотландии. Кроме того, он был назначен заведующим кафедрой астрономии в университете Эдинбурга. На этих должностях он работал до своей смерти в 1844 году.
В апреле 1840 года избран членом Лондонского королевского общества.

## Память
В 1970 году Международный астрономический союз присвоил имя Хендерсона кратеру на обратной стороне Луны.